# Schach-Glossar
Das Schachglossar beschreibt bekannte Ausdrücke aus dem Schachspiel und der Schachkomposition in alphabetischer Reihenfolge. Nicht enthalten sind Schachvarianten, Märchenschachfiguren, Eröffnungen und deren Varianten sowie Eigennamen von zum Beispiel Personen.

## 0–9
0–0Notation der kleinen Rochade.
0–0–0Notation der großen Rochade.
50-Züge-RegelWenn 50 Züge hintereinander kein Bauer gezogen und keine Figur geschlagen wurde, ist die Partie Remis.

## A
AbbruchUnterbrechung einer Partie nach Ablauf der Bedenkzeit oder nach Ausführung der vorgesehenen Anzahl von Zügen. Siehe auch Hängepartie.
AbgabezugDer Abgabezug ist der Zug, der bei Hängepartien nach Ablauf der regulären Spielzeit verdeckt aufgeschrieben wird. Sollte der Abgabezug nicht eindeutig oder unlesbar sein, hat der Spieler die Partie verloren.
Ablenkung Die Ablenkung ist die Lenkung eines Steines von der Deckung eines bestimmten Feldes oder einer anderen Aufgabe. Siehe auch Hinlenkung.
AbschätzungBei einer Partie, die nicht mehr beendet werden kann, können ein Schiedsrichter oder neutrale Personen das Ergebnis abschätzen, sofern dies durch die Turnierbedingungen erlaubt wurde. Abschätzungen kommen besonders beim Fernschach zur Anwendung.
AbspielEine Variante beim Analysieren von Eröffnungen oder gegebenen Stellungen.
AbtauschUnter einem Abtausch versteht man das gegenseitige Schlagen gleichwertigen Materials.
Abwicklung Als Abwicklung bezeichnet man eine meist kombinatorische Abtauschfolge oder Entschärfung einer angespannten Situation.
Abzug Als Abzug bezeichnet man den Wegzug der vorderen Figur einer Batterie. Falls auf diese Weise ein Schachgebot entsteht, spricht man vom Abzugsschach.
AbzugsschachSiehe Abzug.
Allumwandlung In der Schachkomposition die Umwandlung eines oder mehrerer Bauern in sämtliche Figuren im Laufe verschiedener Varianten.
AmateurAllgemein werden Spieler bis zu einer Wertungszahl von 2300 als Amateure angesehen; siehe auch Deutsche Schach-Amateurmeisterschaft.
am ZugIst ein Spieler mit dem Ziehen an der Reihe, ist er „am Zug“.
Analyse Unter der Analyse versteht man die Erforschung einer Stellung, meistens aus einer vorangegangenen Partie, um die Möglichkeiten der Stellung zu untersuchen.
Anziehender Als Anziehender wird der Spieler mit den weißen Steinen bezeichnet. Der Schwarzspieler wird hingegen Nachziehender genannt.
AnzugSiehe Anziehender
AnzugsvorteilDer Vorteil des Anziehenden, die Partie zu eröffnen, wird Anzugsvorteil genannt. Es ist umstritten, ob ein objektiver Vorteil vorliegt, wenngleich der Weißspieler in der Regel etwas bessere Resultate als sein Kontrahent erzielt.
AufgabeVerzicht auf das Fortsetzen der Partie. Die Partie wird für den aufgebenden Spieler als Niederlage gewertet.
AusgleichDer Übergang von einer einen der beiden Spieler in Vorteil sehenden Stellung zu einer ausgeglichenen Stellung ohne Vorteil einer der beiden Seiten, z. B. das Zunichtemachen des Anzugsvorteils von Weiß im Zuge der Eröffnung.
Ausgleich eines Vorteils des Gegners durch einen eigenen andersartigen. Zum Beispiel Material gegen Entwicklungsvorsprung.
AuslosungBei Turnieren werden Paarungen nach bestimmten Systemen erstellt. Die Erstellung dieser Paarungen wird Auslosung genannt.

## B
Batterie Als Batterie wird eine Formation von zwei Figuren der gleichen Farbe bezeichnet, deren hintere Figur als Linienfigur die vordere Figur beobachtet und nach dem Wegzug dieser Figur eine gegnerische Figur angreifen kann. Eine gegen den König gerichtete Batterie kann zum Doppelschach, also doppelten Angriff gegen den König, fähig sein.
Bauer Der Bauer ist ein Spielstein im Schach, der nur vorwärts ziehen kann. Dabei zieht er ein Feld, in der Grundstellung zwei Felder geradeaus und schlägt ein Feld schräg. Auf der gegnerischen Grundreihe muss er sich in einen anderen Stein der eigenen Farbe mit Ausnahme des Königs umwandeln. Der Bauer beherrscht auch den En-passant-Schlag. Seine Wertigkeit liegt bei einer Bauerneinheit.
Bauerneinheit Eine Bauerneinheit ist die Wertigkeit eines Bauers, auf deren Basis der Materialwert der Schachfiguren geeicht wird. Schachprogramme berechnen Stellungseinschätzungen normalerweise in Schritten von 0,01 Bauerneinheiten.
Bauernendspiel Als Bauernendspiel bezeichnet man ein Endspiel, in dem neben den beiden Königen lediglich Bauern vorhanden sind.
BauernformationDie Bauernformation ist die Formation der Bauern auf dem Schachbrett. Sie spielt vor allem bei strategischen Entscheidungen eine Rolle.
BauernketteAls Bauernkette bezeichnet man eine Formation, bei der mehrere Bauern schräg hintereinander stehen und so einander verteidigen. Da der Bauer am hinteren Ende der Kette nicht selbst durch einen Bauern verteidigt wird, gilt er gewöhnlich als schwächstes Glied.
BauernopferAls Bauernopfer bezeichnet man im Gegensatz zum Figuren-, Turm- oder Damenopfer das Opfer eines Bauern. Oftmals kommen Bauernopfer in der Eröffnung als Gambits vor.
Bedenkzeit Die Bedenkzeit ist die Zeit, die Spieler haben, um ihre Züge auszuführen. Gewöhnlich wird Bedenkzeit durch Schachuhren gemessen. Je nach Bedenkzeitmodus unterscheidet man zwischen Bulletschach, Blitzschach, Schnellschach und klassischer Bedenkzeit. Bei Fernpartien beträgt die Bedenkzeit normalerweise bis zu drei Tage pro Zug, während im Bulletschach höchstens eine Minute pro Spieler zur Verfügung steht. Die Überschreitung der Bedenkzeit führt zum Partieverlust, insofern die gegnerische Seite genügend Material zum Mattsetzen zur Verfügung hat und dies aus der Endstellung in einer beliebigen Folge von Zügen möglich ist.
Beratungspartie Beratungspartien sind Partien, bei denen eine oder beide Parteien aus mehreren Spielern bestehen, die einander helfen dürfen. Diese Spielform war früher beliebt, ist jedoch heutzutage kaum mehr anzutreffen. Theo Schuster meinte, dass Beratungspartien mit je einem Meister für Zuschauer besonders interessant wären, wenn die Meister ihre Gedanken mitteilten. Kiebitze seien zur Neutralität verpflichtet gewesen.
BerufsschachSchach ist durch hohe Geldpreise als Beruf interessant, doch laut Theo Schuster kann nur die Weltelite ihren Lebensunterhalt tatsächlich durch Schachspielen bestreiten, während viele sowjetische Meister einem anderen Hauptberuf nachgingen.
Berliner WertungDie Berliner Wertung ist eine Feinwertung, welche bei unentschiedenen Mannschaftswettkämpfen zur Anwendung kommen kann. Dabei werden nach der Brettfolge absteigend Punkte vergeben, beispielsweise erhält bei einem Mannschaftskampf an vier Brettern der Sieger des ersten Brettes vier Punkte (bei Unentschieden 2:2), der Sieger des zweiten Brettes drei Punkte (1,5:1,5) usw.
Berührt, geführtDie Berührt-geführt-Regel gibt an, dass ein Spieler den Stein ziehen muss, den er zuerst in Zugabsicht berührt hat. Siehe auch J’adoube.
Blindenschach Falls einer der Spieler blind oder stark sehbehindert ist, gelten für diesen Sonderregelungen. So darf er ein eigenes Schachbrett mit einem gut tastbaren Spielsatz mit sich führen und einen Assistenten für die Ausführung der Züge und Betätigung der Schachuhr hinzuziehen, mit dem er sich jedoch nicht beraten darf.
BlindenspielHauptartikel: Blindschach
BlitzschachHauptartikel: Blitzschach
BrettHauptartikel: Schachbrett Das Brett oder Schachbrett ist das 8 × 8 Felder große quadratische Spielfeld, dessen Felder abwechselnd hell (offiziell: weiß) und dunkel (offiziell: schwarz) sind. Dabei ist das rechte untere Feld weiß. Die acht (vertikalen) Linien sind (vom Spieler mit den weißen Steinen aus gesehen) von links nach rechts mit den Buchstaben a bis h bezeichnet, die acht (horizontalen) Reihen von vorne nach hinten mit den Zahlen 1 bis 8.
Buchholz
BulletschachAls Bulletschach wird eine Blitzpartie (siehe Blitzschach) mit einer Zeitvorgabe von einer Minute pro Partei bezeichnet. Diese Spielform wird vorwiegend im Internet praktiziert.
Bundesliga Die Bundesliga (offiziell: Schachbundesliga) ist in Deutschland, Österreich und der Schweiz die jeweils höchste Spielklasse im Schach.

## C
CaissaGöttin des Schachs. Sie ist eine mythologische Personifizierung des Schachspiels

## D
Dähne-Pokal 
Dame 
Damen-Bundesliga 
DamenflügelDer Damenflügel bezeichnet die Bretthälfte, auf der sich die Damen in der Ausgangsposition befinden, also von der a-Linie bis zur d-Linie. Siehe auch: Flügel (Schach)
Damenopfer 
Damenschach 
Dauerschach 
DeckungDeckung bezeichnet den Schutz einer eigenen oder gegnerischen Figur oder eines Feldes durch eine oder mehrere Figuren.
Demonstrationsbrett 
Deutscher Fernschachbund 
Deutscher Schachbund (DSB)Organisation zur Durchführung des Schachsports in Deutschland.
Deutsche Schachjugend (DSJ) 
Deutsche Wertungszahl (DWZ)Die DWZ ist eine Wertungszahl im Schachsport, die auf nationaler Ebene zur Unterscheidung der (nominellen) Spielstärke von Schachspielern verwendet wird. Siehe auch: Wertungszahl
Diagonale 
Doppelangriff
Doppelbauer 
DoppelschrittDer Doppelschritt bezeichnet die Möglichkeit, einen Bauern in Grundformation einmalig zwei Felder innerhalb eines Zuges vorzuziehen.
DrohungEin Zug stellt eine Drohung auf, wenn er dem Gegner einen (meist materiellen) Schaden androht, welcher beim nächsten Zug des gleichen Spielers realisiert werden kann. Die unmittelbare Bedrohung des gegnerischen Königs wird als Mattdrohung bezeichnet.
DSB

DSJ 
DWZ 

## E
ECU 
Einstellen Eine Figur so ziehen, dass sie vom Gegner geschlagen werden kann, ohne dass man danach eine gleichwertige Figur zurückschlagen könnte.
EloDie Elo-Zahl ist die international verwendete Wertungszahl im Schachsport zur Unterscheidung der (nominellen) Spielstärke von Schachspielern. Siehe auch: Wertungszahl
Endspiel 
en passant 
EntwicklungEntwicklung bezeichnet im Schach das (meist erstmalige) Ziehen der Leicht- und Schwerfiguren aus der Grundstellung heraus.
Eröffnung 
Ersticktes Matt Ein Matt, gewöhnlich durch den Springer, bei dem dem König alle Fluchtfelder durch eigene Steine genommen werden.
Erweitertes ZentrumDas erweiterte Zentrum umfasst neben den Zentrumsfeldern e4, d4, e5 und d5 auch die angrenzenden Felder c3, d3, e3, f3, f4, f5, f6, e6, d6, c6, c5 und c4. Siehe auch Zentrum
Ewiges Matt 

## F
FeinwertungDie Feinwertung dient bei Schachturnieren der genauen Platzierung von (erst-)wertungspunktgleichen Spielern, welche meist bei größeren Turnieren im Schweizer System angewendet werden. Übliche Feinwertungen sind die Buchholz-Wertung, die Sonneborn-Berger-Wertung, die Buchholzsummenwertung, der direkte Vergleich mit wertungsgleichen Spielern oder auch die gegnerische Durchschnittswertung.
Feld 
Fernschach 
Fesselung 
FIDE 
FIDE-Meister 
FIDE-Titel 
Figur 
Figurenopfer 
Fingerfehler 
Fluchtfeld 
FlügelDie beiden jeweils vier Felder breiten Seiten eines Schachbretts. Man unterscheidet den Königsflügel (von Weiß aus gesehen rechts) und den Damenflügel (links).
FM 
Freibauer 
Freiluftschach 

## G
GabelAls Gabel wird ein Doppelangriff einer schwächeren auf zwei wertvollere Figuren bezeichnet, die meist zum Materialverlust oder anderweitigen Nachteilen führt.
Gambit 
Gardez 
Gangart 
GM 
Großmeister (GM) 
GroßmeisterremisMeist abwertend verwendete Bezeichnung eines schnellen Remisschlusses nach wenigen Zügen.
Grundreihe 
GrundreihenmattSteht der König auf der achten Reihe und kann er die siebte Reihe wegen eigener Bauern nicht betreten, so kann ein Turm auf der achten Reihe, der nicht geschlagen werden kann, Matt geben, sofern keine Figur mehr dazwischen ziehen kann bzw. der Turm nicht geschlagen werden kann.
GrundstellungAnfangsposition zu Beginn einer Schachpartie.

## H
Halboffene Linie
Halbzug 
HängenHängende Figuren sind nicht gedeckt, wodurch sie im nächsten Zug ohne Nachteil geschlagen werden können.
Hängepartie 
Hilfsmatt 
Hinlenkung 

## I
ICCF 
Ingo 
IM 
Internationaler Meister (IM) 
InterzonenturnierEin Turnier des Weltschachbundes FIDE, an dem die Sieger der Zonenturniere teilnehmen, um Kandidaten für die Schachweltmeisterschaft zu ermitteln.
Isolani 

## J
J’adoube Phrase, um zu signalisieren, dass man eine Figur nur zurechtrücken und nicht damit ziehen möchte. Siehe auch Berührt, geführt

## K
KiebitzNicht selbst spielende Beobachter einer oder mehrerer laufender Schachpartien werden als Kiebitze bezeichnet.
König 
KönigsflügelDer Königsflügel bezeichnet die Bretthälfte, auf der sich die Könige in der Ausgangsposition befinden, also von der e-Linie bis zur h-Linie. Siehe auch: Flügel (Schach)
Kombination
KompensationMeist Stellungsvorteile, die einen Materialvorteil des Partners ausgleichen.

## L
Läufer 
Linie 

## M
Mannschaft 
Mannschaftsmeisterschaft 
Material 
Matt Das Ende einer Partie. Einer der Könige ist angegriffen und kann nicht mehr ziehen, ohne im folgenden Zug geschlagen zu werden. Die Gegenseite hat dann gewonnen.
Mittelspiel 

## N
NachziehenderDer Spieler mit den schwarzen Spielsteinen.
N.N.Ein unbekannter Spieler oder bei Partien von starken Spielern ein Gegner, dessen Name nicht wichtig ist.
NotationSiehe Schachnotation.

## O
Offene LinieEine aus der Sicht der Spieler vertikale Linie auf dem Schachbrett, auf der keine Bauern mehr stehen. Die Kontrolle einer offenen Linie ist häufig partieentscheidend.
OffizierEine Figur mit Ausnahme der Bauern
Open 
Opfer

## P
Partie 
Partieformular, PartiezettelEin Vordruck, auf dem sich eine Schachpartie notieren lässt. Er enthält in der Regel Felder für die Namen der Spieler, der Veranstaltung und der Runde.
Patt Unentschiedener Ausgang einer Partie. Einer der Spieler kann nicht mehr ziehen, ohne seinen König auf ein bedrohtes Feld zu stellen.
Position 
Problemschach 

## Q
Qualifikation 
Qualität 

## R
Randbauer 
Regel 
Reihe 
Remis Unentschiedener Ausgang einer Partie, der entweder durch dreifache Stellungswiederholung, die 50-Züge-Regel, Patt, Materialmangel, theoretische Remisstellung oder einvernehmliche Entscheidung beider Spieler herbeigeführt werden kann.
Rochade Spezieller Zug, bei dem König und Turm gleichzeitig bewegt werden. Man unterscheidet die große und die kleine Rochade.
Retro Schachproblem, das durch eine retrograde Analyse der Stellungen gelöst werden kann.
Retroanalyse
Retroschach Lösung von speziellen Schachproblemen, den sogenannten Retros.

## S
Schach 
Schachaufgabe
Schachblindheit 
Schachcomputer 
Schachdatenbank 
Schachgebot
Schachkomposition
Schachmatt 
Schachproblem
Schachprogramm
Schachserver 
Schachturnier 
Schachuhr 
Scheinopfer 
Schiedsrichter 
SchlagenDas Betreten eines Feldes, auf dem eine gegnerische Figur steht. Diese wird dann sofort vom Brett genommen. Es können alle Figuren außer der König geschlagen werden. Wird der König derart bedroht, dass er im nächsten Zug unausweichlich geschlagen werden kann, ist das Spiel zu Ende.
Schlüsselzug 
Schnellschach 
Schwalbe 
Schwarz 
Schweizer System 
Schwere Figur 
Sekundant
Selbstmatt 
Simultanspiel 
Sonneborn-Berger 
Spielbetrieb 
Spielstärke 
Springer 
Stein 
Stellung 
Stellungswiederholung 
Strategie 
Studie 

## T
Tabija Eine häufig wiederkehrende Eröffnungsstellung.
Taktik 
TempoMaß für die Anzahl der Züge, die eine Aktion auf dem Schachbrett benötigt. Je weniger Tempi benötigt werden, desto besser. Tempoverlust durch zielloses Ziehen eigener Figuren kann partieentscheidend sein.
Theorie 
Tripelbauer 
Turm 
Turmopfer 
Turnier 
Turnierordnung 

## U
Umwandlung Erreicht ein Bauer die achte Reihe, muss er in jede beliebige Figur (außer König und Bauern) umgewandelt werden.
Unentschieden 
Unterverwandlung Die Umwandlung eines Bauern in eine andere Figur als die Dame.

## V
Variante 
Vergiftete Figur 
Verstellen 

## W
Weiß 
Weltmeister 
Weltmeisterschaft 
Weltschachbund 
Wert 
Wertung 
Wertungszahl 
Wettkampf 
Wettkampfleiter 
WFM 
WGM 
WIM 

## Z
Zeitkontrolle 
Zeitnot Bei einer Partie mit Bedenkzeit kann es vorkommen, dass einem der beiden Spieler oder beiden die Zeit knapp wird und er nur noch wenig Zeit auf der Uhr hat, um die nötige Zuganzahl zu erreichen.
Zeitüberschreitung
Zentrum In der Regel die vier Felder in der Mitte des Schachbretts. Das Erweiterte Zentrum umfasst in der Regel die 16 Felder in der Mitte.
Zonenturnier Ein Turnier, das nur in einer Zone des Weltverbandes FIDE ausgespielt wird.
Zug 
Zugumstellung 
Zugwiederholung 
Zugzwang Zu Zugzwang kommt es, wenn einer der beiden Spieler nur noch Züge machen kann, die seine Stellung verschlechtern.
ZwischenschachIn einer Abwicklung geschieht ein Schach, um die eigene Stellung zu verbessern. Spezialfall eines Zwischenzugs.
Zwischenzug Anstatt eines eine Drohung abwehrenden Zuges geschieht ein selbst eine Drohung aufstellender Zug, der für den Gegner häufig unerwartet ist.